# Silvia Di Pietro
Silvia Di Pietro (ur. 6 kwietnia 1993 w Rzymie) – włoska pływaczka specjalizująca się w stylu dowolnym i stylu motylkowym, wielokrotna medalistka mistrzostw świata na krótkim basenie (2016) i mistrzostw Europy.

## Kariera pływacka
Na mistrzostwach Europy w Debreczynie w 2012 roku płynęła w wyścigu eliminacyjnym sztafet 4 × 100 m stylem zmiennym. Zdobyła srebrny medal po tym jak Włoszki w finale zajęły drugie miejsce.
Trzy lata później, podczas mistrzostw Europy na krótkim basenie zdobyła pięć medali. Di Pietro została mistrzynią w obu sztafetach mieszanych 4 × 50 m stylem dowolnym i zmiennym oraz w sztafecie kraulowej kobiet 4 × 50 m. Indywidualnie wywalczyła brąz na dystansie 50 m stylem motylkowym (25,26). Trzecie miejsce zajęła także w sztafecie 4 × 50 m stylem zmiennym.
W 2016 roku na igrzyskach olimpijskich w Rio de Janeiro na dystansie 50 m stylem dowolnym w eliminacjach uzyskała czas 24,89 i zajęła 17. miejsce. Płynęła również w sztafecie kraulowej 4 × 100 m. Włoszki w finale uplasowały się na szóstej pozycji.
Podczas mistrzostw świata na krótkim basenie w Windsorze wywalczyła cztery medale. W konkurencji 50 m kraulem została wicemistrzynią świata (23,90). Srebrne medale zdobyła też w sztafetach 4 × 100 m stylem dowolnym kobiet i 4 × 50 m stylem zmiennym kobiet. Brąz wywalczyła w sztafecie 4 × 50 m stylem dowolnym kobiet.